# خريستو ميتوف
خريستو ميتوف (بالبلغارية: Христо Митов)‏ هو لاعب كرة قدم بلغاري في مركز حراسة المرمى، ولد في 24 يناير 1985 في فراتسا في بلغاريا. لعب مع بوتيف فراتسا ونادي لوكوموتيف صوفيا.

## وصلات خارجية
- خريستو ميتوف على موقع قاعدة بيانات كرة القدم.إي يو (الإنجليزية)
- خريستو ميتوف على موقع Soccerway.com (الإنجليزية)